# Microsveltia
Microsveltia là một chi ốc biển, là động vật thân mềm chân bụng sống ở biển trong họ Cancellariidae.

## Các loài
Các loài trong chi Microsveltia gồm có:
- Microsveltia karubar Verhecken, 1997[2]
- Microsveltia metivieri Verhecken, 1997[3]
- Microsveltia procerula Verhecken, 1997[4]
- Microsveltia recessa Iredale, 1925[5]
- Microsveltia sagamiensis (Kuroda & Habe, 1971)[6]